# 利博 (堪薩斯州)
利博為美国堪薩斯州科菲縣轄下的城市。根據2010年美國人口普查，此城市人口有940人。

## 歷史
利博設立於1883年。城市名字以移民先驅喬·利博（Joe Lebo）上校命名。
此城市第一所郵政局於1883年6月4日開設。

## 地理
格里德利坐落於北緯38度24分56秒、西經95度51分31秒（亦可表示為38.415517, -95.858633）處根據美国人口调查局的資料，此城市總面積為2.72平方（1.05平方英里），其中有2.49平方（0.96平方英里）為陸地，有0.23平方（0.09平方英里）為水域。

### 氣候
夏季溼熱、冬季不甚乾冷為此地區的氣候特徵。根據柯本气候分类法，利博的氣候屬於副热带湿润气候（氣候地圖簡寫「Cfa」）。

## 地方景點
此城市的觀光景點及地標包含利博湖（Lebo Lake）、約翰雷德蒙德水庫、梅爾弗恩水庫（Melvern Reservoir）、科菲縣湖（Coffey County Lake）、貝托交流道（Beto Junction，位於35號州際公路）、歷史小鎮梅爾弗恩以及科菲縣博物館（Coffey County Museum）。

## 人口統計
| 调查年                | 人口 | 备注   | %±     |
| --------------------- | ---- | ------ | ------ |
| 1890                  | 538  |        | —      |
| 1900                  | 605  |        | 12.5%  |
| 1910                  | 560  |        | −7.4%  |
| 1920                  | 572  |        | 2.1%   |
| 1930                  | 590  |        | 3.1%   |
| 1940                  | 522  |        | −11.5% |
| 1950                  | 575  |        | 10.2%  |
| 1960                  | 498  |        | −13.4% |
| 1970                  | 589  |        | 18.3%  |
| 1980                  | 966  |        | 64.0%  |
| 1990                  | 835  |        | −13.6% |
| 2000                  | 961  |        | 15.1%  |
| 2010                  | 940  |        | −2.2%  |
| 2014年估计            | 915  | [ 12 ] | −2.7%  |
| U.S. Decennial Census |      |        |        |

### 2010年普查
據2010年的人口普查，此城市人口有940人，戶數371戶，272個家庭。人口密度為378.1人/每平方公里（979.2人/每平方英里）。此城市有411棟住宅，平均每平方公里有165.3棟住宅。此城市居民之種族中，白人佔98.9%，非裔美國人佔0.3%，美洲原住民佔0.2%，其他種族佔0.1%，混血種族則佔0.4%。而西班牙裔或拉丁裔美國人佔此城市人口的1.4%。
此城市之戶籍數計有371戶。其中擁有18歲以下孩童的住戶佔35.3%；已婚夫婦且同居的住戶佔59.0%，住戶為未婚女性者佔9.4%；住戶為未婚男性者佔4.9%；住戶並非一個家庭的佔26.7%。住戶為獨自一人居住的佔全戶之22.4%，其中有9.1為65歲或以上之獨居老人。每戶住戶平均成員人數為2.53人，每個家庭平均成員人數則是2.94人。
此城市居民之年齡中位數為40.4歲。以年齡層分類，年齡低於18歲者佔26.1%；年齡介在18歲至24歲之間者佔8.2%；年齡介在25歲至44歲之間者佔22.9%；年齡介在45歲至64歲之間者佔26%；年齡高於65歲者佔16.8%。男性佔全市人口之52.1%，女性則佔全市人口之47.9%。

### 2000年普查
據2000年人口普查，此城市人口有961人，戶數371戶，271個家庭。人口密度為374.8人/每平方公里（969.2人/每平方英里）。此城市有387棟住宅，平均每平方公里有150.9棟住宅。此城市居民之種族中，白人佔96.88%，美洲原住民佔0.42%，其他種族佔1.56%，混血種族則佔1.14%。而西班牙裔或拉丁裔美國人佔此城市人口的2.81%。
此城市之戶籍數計有371戶，其中擁有18歲以下孩童的住戶佔35.8%；已婚夫婦且同居的住戶佔60.6%，住戶為未婚女性者佔7.8%；住戶並非一個家庭的佔26.7%。住戶為獨自一人居住的佔全戶之23.2%，其中有12.1%為65歲或以上之獨居老人。每戶住戶平均成員人數為2.59人，每個家庭平均成員人數則是3.04人。
以年齡層分類，年齡低於18歲者佔28.6%；年齡介在18歲至24歲之間者佔6.6%；年齡介在25歲至44歲之間者佔27.2%；年齡介在45歲至64歲之間者佔22.7%；年齡高於65歲者佔15.0%。此城市居民之年齡中位數為36歲。性別比方面，每100名女性所對應的男性數為99.8名，如只計算18歲或以上的居民，則是每100名女性所對應的男性數為90.0名。
此城市每戶平均收入為39,297美元，每個家庭平均收入為45,089美元。男性平均收入31,058美元；女性平均收入19,821美元。此城市人均收入為16,532美元。此城市約有4.6%的家庭以及5.2%的居民低於貧窮門檻，其中18歲以下者占1.8%，65歲以上者佔10.7%。

## 教育
利博市屬利博-韋弗利聯合學區（第243聯合學區），境內擁有兩座學校：利博高中和利博小學（Lebo Grade School）

## 外部連結
城市
- 利博市（页面存档备份，存于）
- 利博—公職人員名錄

學校
- USD 243（页面存档备份，存于），所在學區

地圖
- 利博市地圖（页面存档备份，存于），堪薩斯州運輸部